# Волга і Сибір (фільм)
«Волга і Сибір» («Єрмак Тимофійович — підкорювач Сибір») — німий художній короткометражний фільм Василя Гончарова. Екранізація п'єси Василя Гончарова «Понизова вольниця».

Вийшов на екрани 1 березня (16 лютого за старим стилєм) 1914 року. Фільм вважають утраченим.

## Сюжет
Фільм ілюструє відомий сюжет про похід Єрмака Тимофійовича в Сибір за завданням Івана Грозного.

## Ролі та виконавці
- Петро Лопухін — Єрмак
- Петро Чардинін — Іван Грозний
- Олександра Гончарова
- Софія Гославська
- Павло Кнорр